# West Hanningfield
West Hanningfield è un villaggio e parrocchia civile dell'Inghilterra, appartenente alla contea dell'Essex.